# Wally Boyer
Walter Boyer (Cowan, 27 settembre 1937) è un ex hockeista su ghiaccio canadese.

## Carriera
Wally Boyer crebbe nella Ontario Hockey Association giocando per tre stagioni con i Toronto Marlboros, formazione con cui vinse la Memorial Cup del 1956. Nel 1958 entrò nel mondo professionistico vestendo le maglie di alcune formazioni delle leghe minori nordamericane, AHL, QHL, EPHL e WHL.
A partire dal 1960 Boyer divenne un giocatore titolare in AHL, principale lega di sviluppo della National Hockey League; in particolare egli giocò con i Rochester Americans conquistando la Calder Cup nella stagione 1964-65 e con gli Springfield Indians. Nella stagione 1965-66 Boyer esordì in NHL disputando 50 incontri con la maglia dei Toronto Maple Leafs. Nella stagione successiva vestì invece la maglia dei Chicago Blackhawks.
Nell'estate del 1967 durante l'NHL Expansion Draft Boyer fu scelto dagli Oakland Seals, una delle sei nuove franchigie iscritte alla National Hockey League. Vi giocò per una sola stagione prima di trasferirsi ai Pittsburgh Penguins, la formazione con cui giocò più partite in NHL nell'arco di quattro stagioni. Nel 1972 Boyer si trasferì nella World Hockey Association, lega professionistica rivale della NHL in cui militò nell'ultima stagione della propria carriera arrivando in finale dell'Avco World Trophy con i Winnipeg Jets.

## Palmarès

### Club
- Calder Cup: 1

Rochester: 1964-1965
- Memorial Cup: 1

Toronto: 1956